# Мичико Мацуда
Мичико Мацуда (јап. 松田 理子; 26. октобар 1966) бивша је јапанска фудбалерка.

## Репрезентација
За репрезентацију Јапана дебитовала је 1981. године. Са репрезентацијом Јапана наступала је на Светском првенству (1991). За тај тим одиграла је 45 утакмица и постигла је 10 голова.

## Статистика
| Јапан  | Јапан | Јапан |
| Год.   | Ута.  | Гол.  |
| ------ | ----- | ----- |
| 1981   | 1     | 0     |
| 1982   | 0     | 0     |
| 1983   | 0     | 0     |
| 1984   | 3     | 2     |
| 1985   | 0     | 0     |
| 1986   | 10    | 3     |
| 1987   | 4     | 0     |
| 1988   | 2     | 0     |
| 1989   | 9     | 1     |
| 1990   | 5     | 2     |
| 1991   | 11    | 2     |
| Укупно | 45    | 10    |